# Albert Greiner

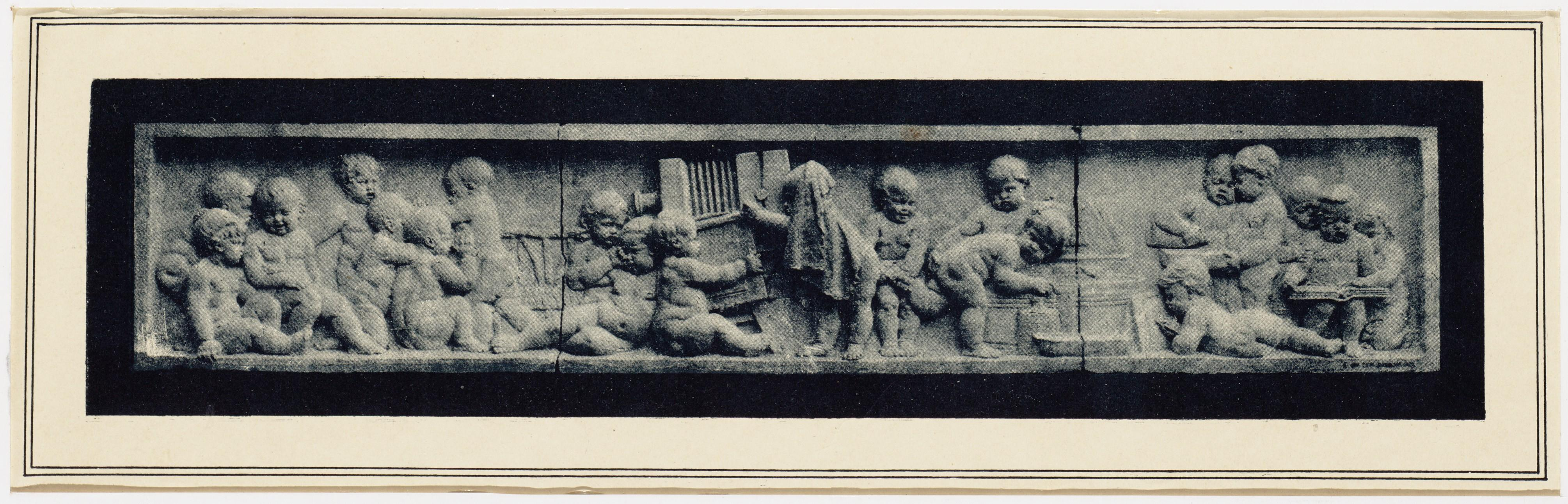
Vlys na fasádě ateliéru Alberta Greinera, kde si putti hrají s fotografickou kamerou

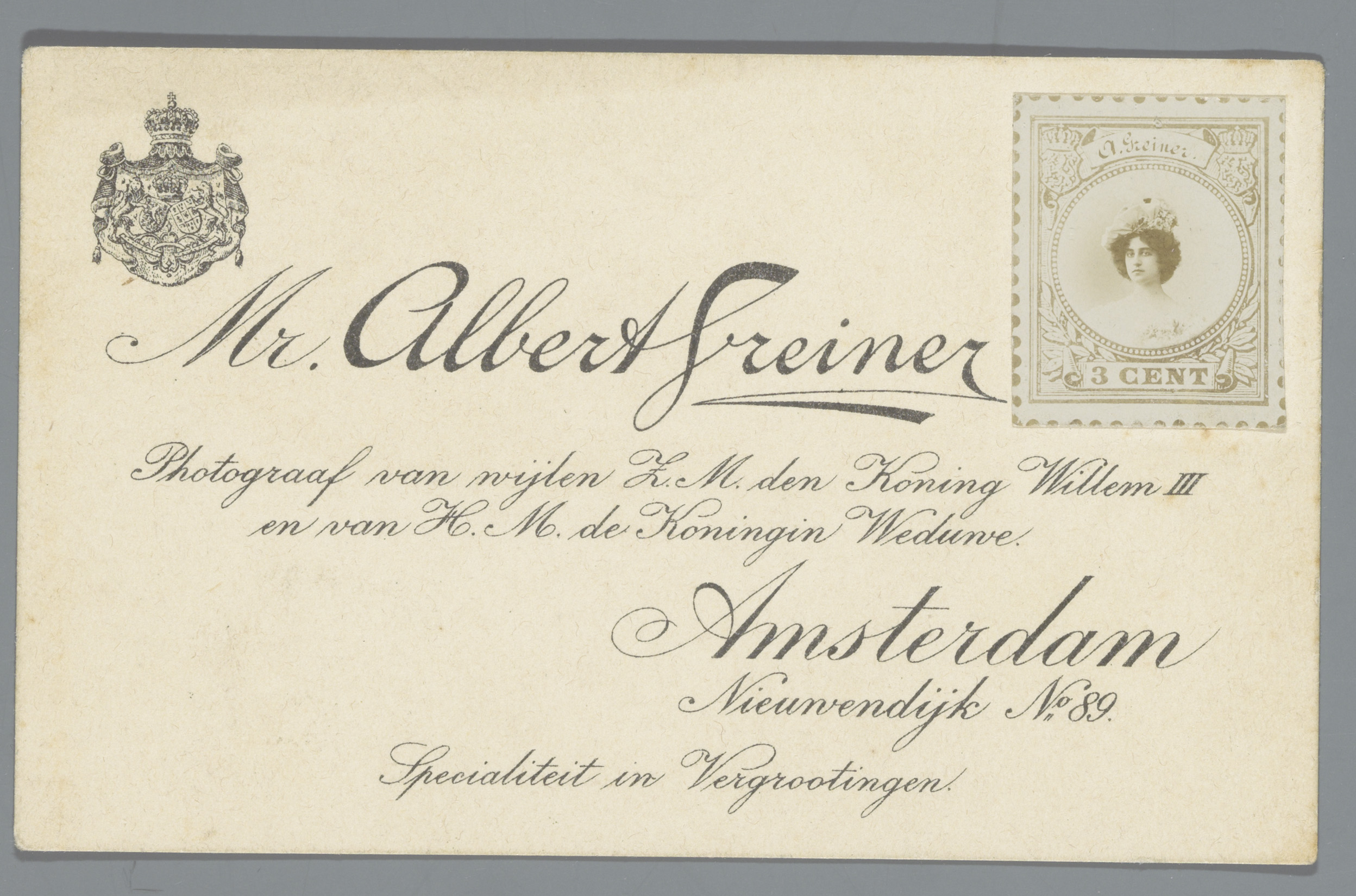
Greinerova vizitka

Albert Greiner (Titisee-Neustadt, 6. srpna 1833 – Amsterdam, 28. března 1890) byl významný amsterdamský portrétní fotograf. Mezi klienty byly oblíbené jeho carte de visite, i když se specializoval hlavně na scénickou fotografii a fotografie vytvořené „kvalitním“ procesem uhlotisku.

## Život a dílo
Poté, co o několik let dříve přišli z Německa do Amsterdamu tři členové rodiny, přijel v listopadu 1861 do Amsterdamu také Albert Greiner, spolu se svou snoubenkou Antonettou Storm a jejich dvouletou dcerou Mary Therese. Okamžitě se nastěhovali k rodinnému příslušníkovi Ferdinandu Greinerovi na adrese Nieuwendijk L 87, který se tam usadil jako fotograf. Albert převzal podnikání v roce 1862, kdy se Ferdinand rozhodl vrátit do Titisee-Neustadt. Pod Albertovým profesionálním vedením portrétní studio vzkvétalo. Populární byly portrétní fotografie ve formě vizitek, tzv. carte de visite. Mezi jeho klientelu patřilo mnoho umělců a herců. Díky tomu se Albert začal stále více specializovat na divadelní fotografie, které v té době nemohly být pořizovány během představení.
Albert také vytvářel záběry na amsterdamské městské scenérie, i když v jeho rozsáhlém díle zaujímají skromné místo. Pozoruhodné jsou velké fotografie dekorací provedených během královského rozkvětu, například při 25. výročí vlády krále Willema III v roce 1874. Dne 2. srpna 1879 získal Albert titul dvorního fotografa, poté často používal královský erb na zadní straně svých cartes de visite a v reklamách.
Po jeho smrti, jeho syn a čtvrté dítě, Fidel Carl Albert Greiner (1865–1938) převzal prosperující podnikání Alberta Greinera a pokračoval v něm pod starým jménem až do roku 1928. Nejprve se ukázalo, že pravidelný fotograf pro Nederlandsche TooneelVereeniging, Greiner junior není schopen konkurovat nové skupině scénických a portrétních fotografů, jako jsou Frits Geveke nebo Jacob Merkelbach.

## Portréty

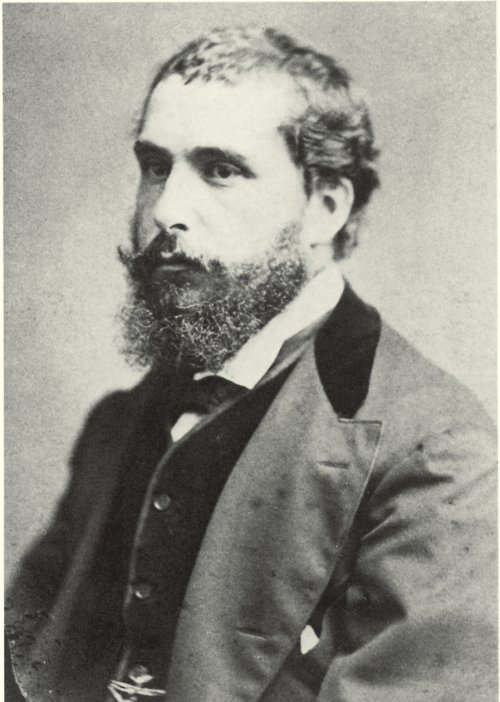
Claude Monet, malíř, 1871
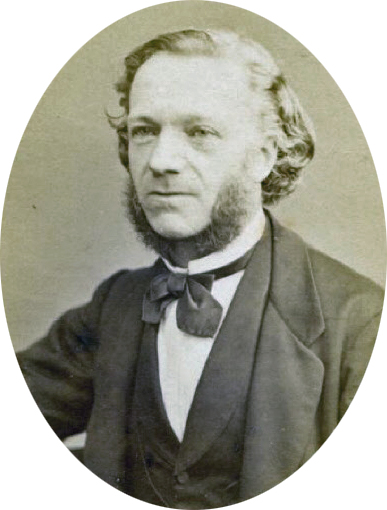
Jan Hendrik Maronier, nizozemský pastor a spisovatel, 1880
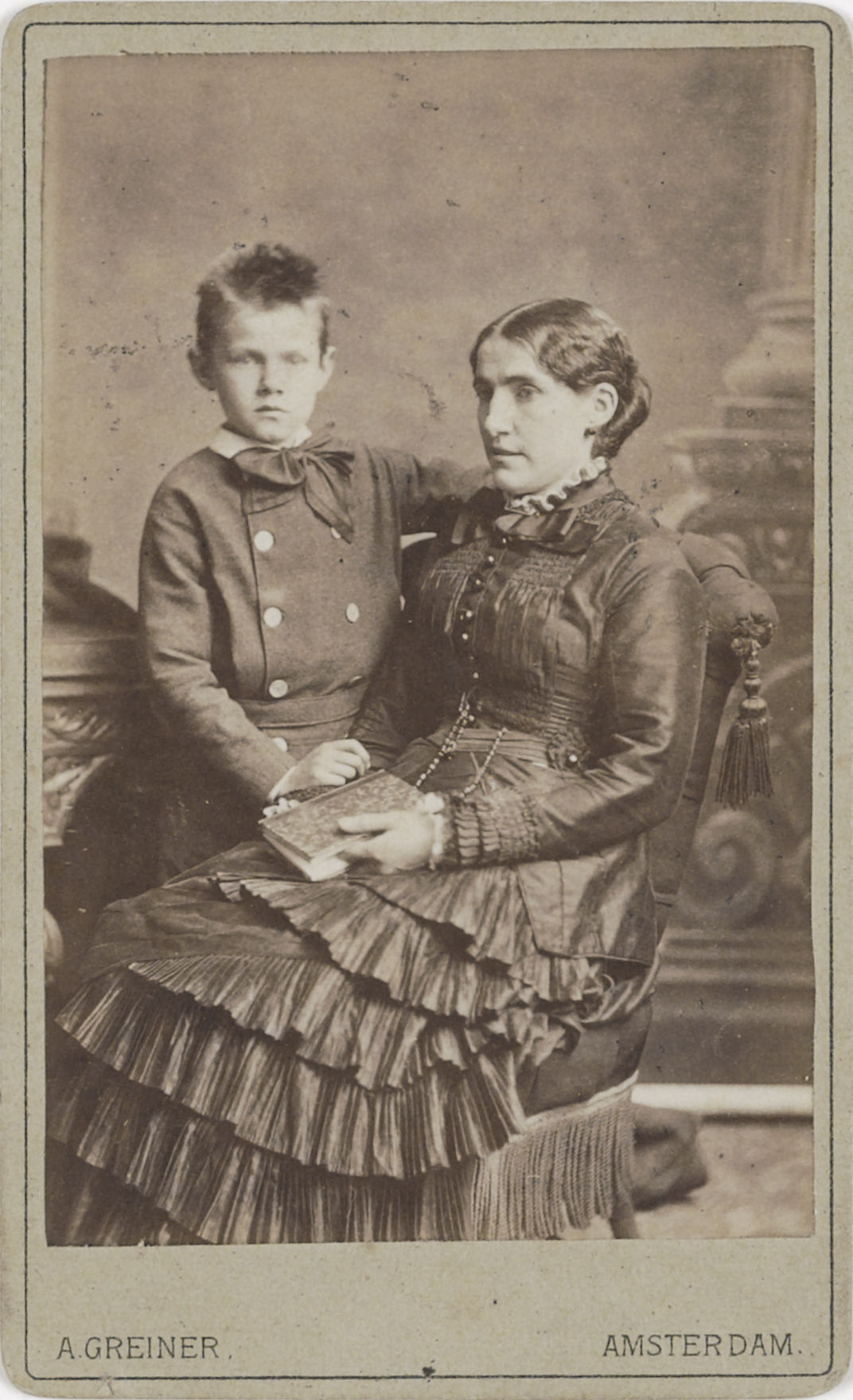
Carte-de-visite Kee Vos Strickerové s jejím synem, asi 1879/1880
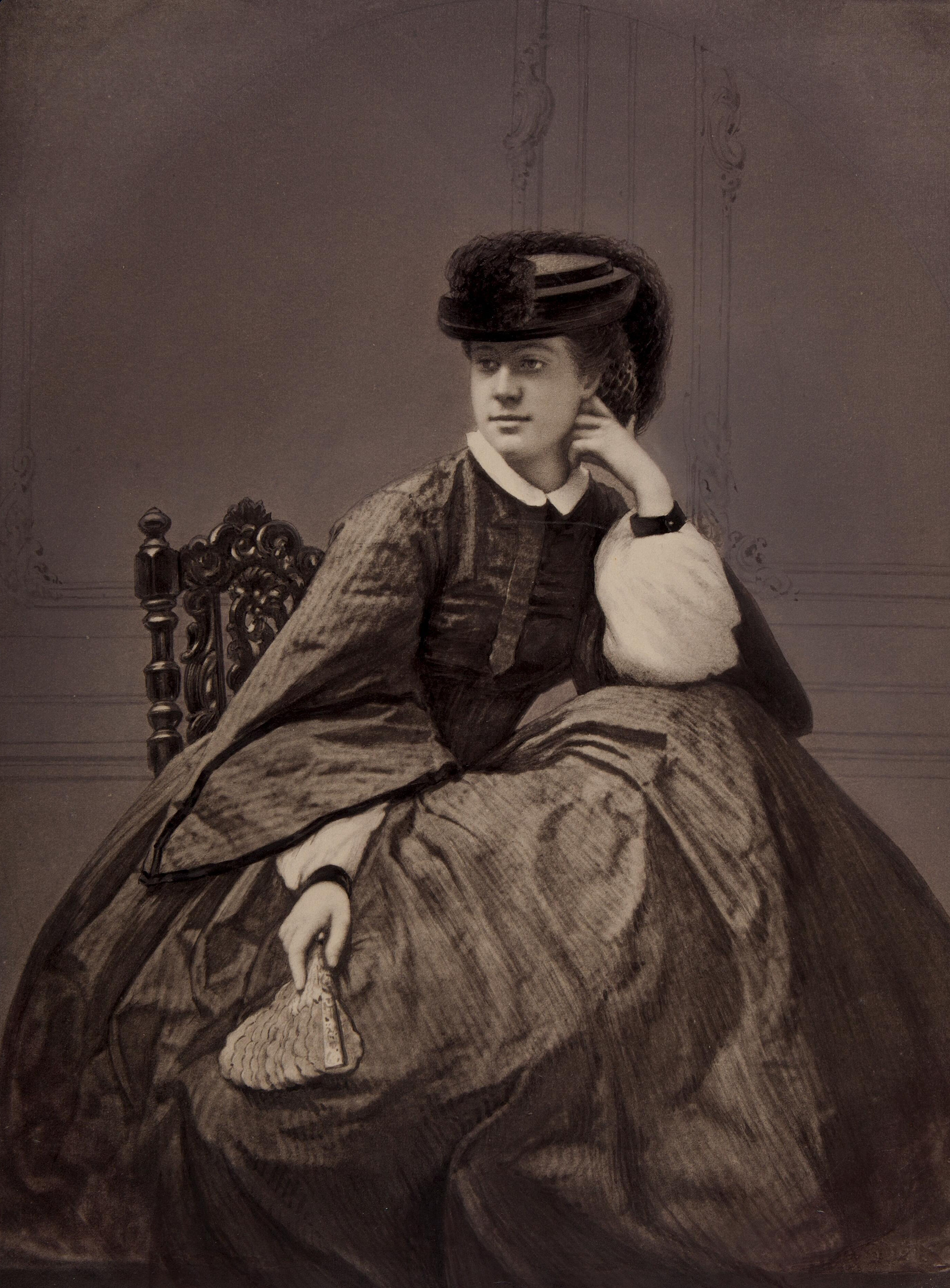
Alexandrine Tinne, nizozemská průzkumnice a fotografka
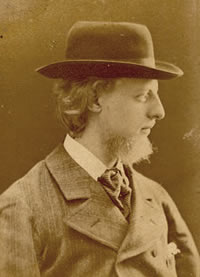
Jacques Perk, nizozemský básník, 1880
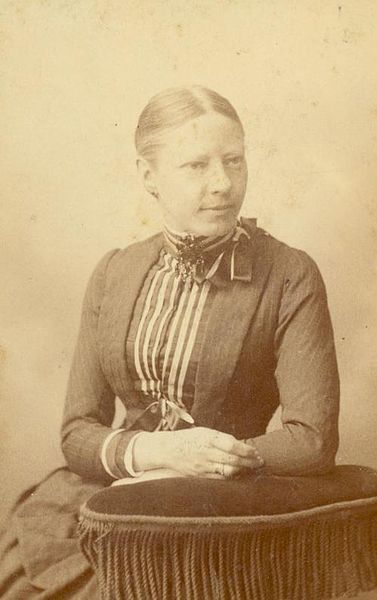
Wilhelmina Johanna van Marken-Matthes, nizozemská podnikatelka, 1880
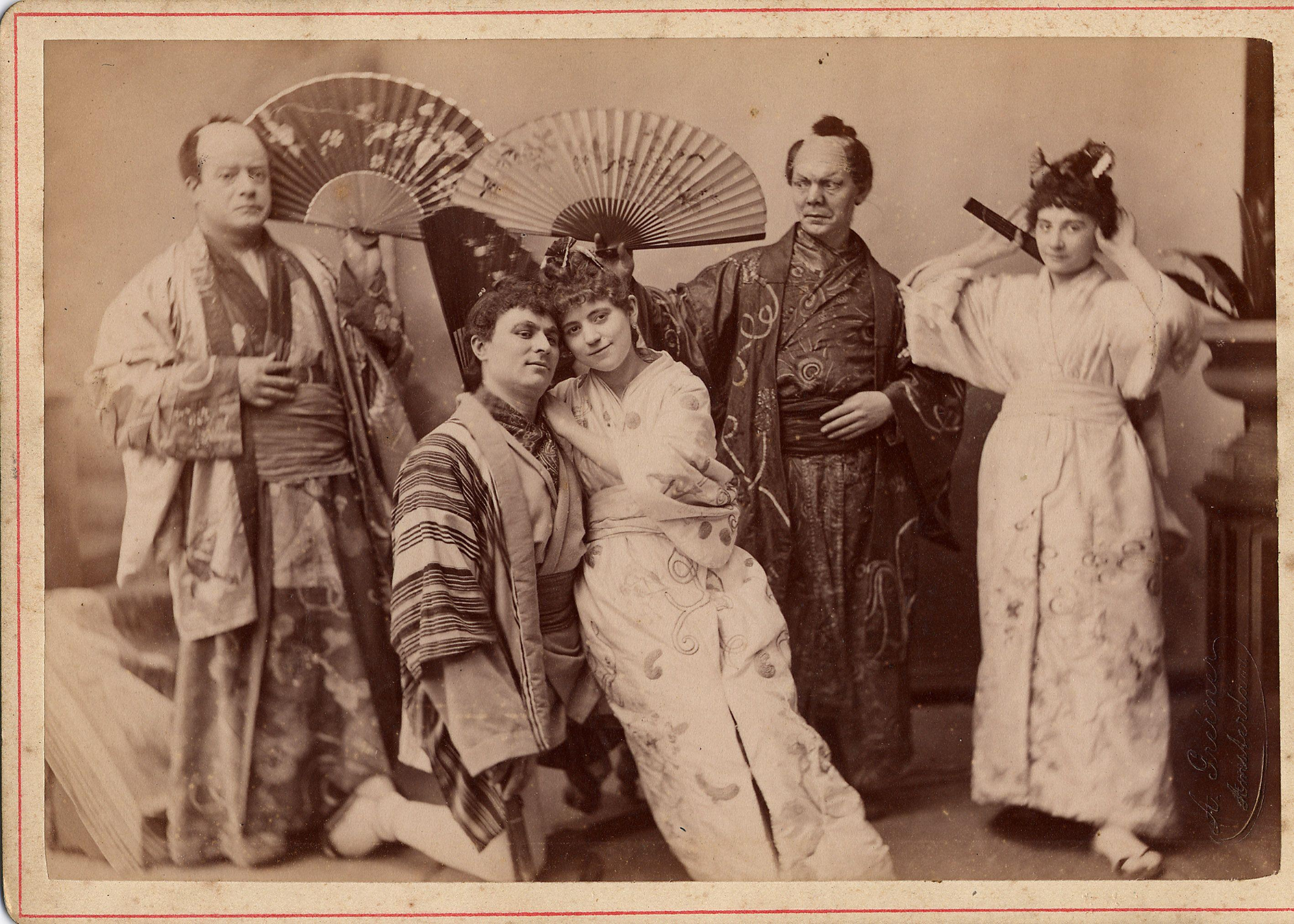
Studiový portrét
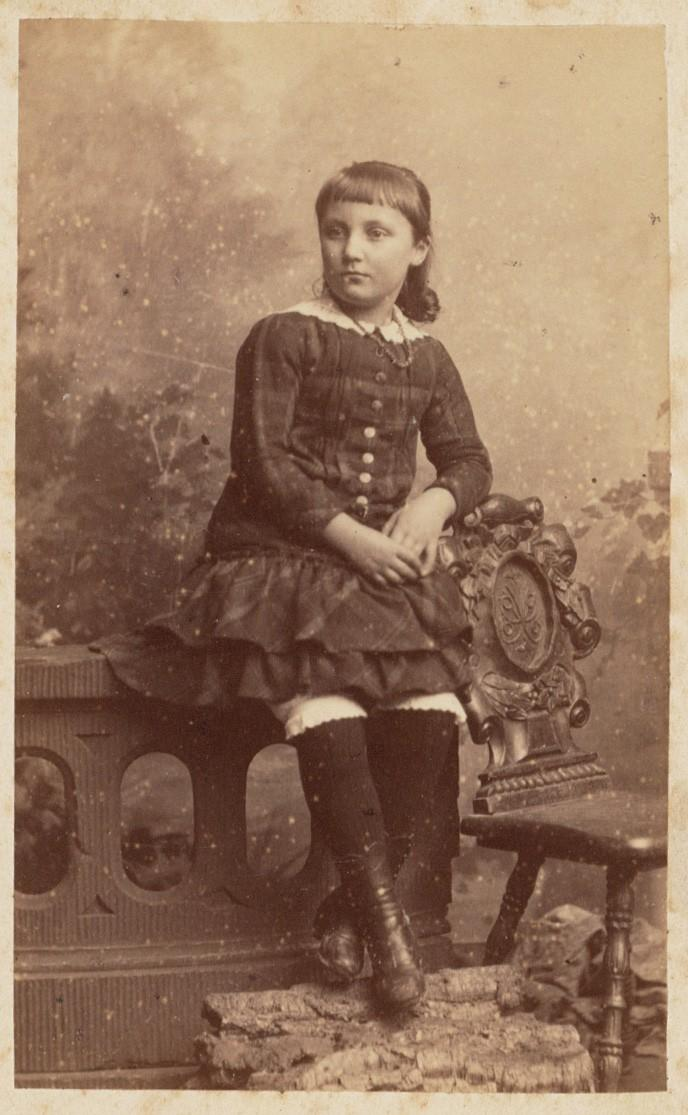
Studiový portrét
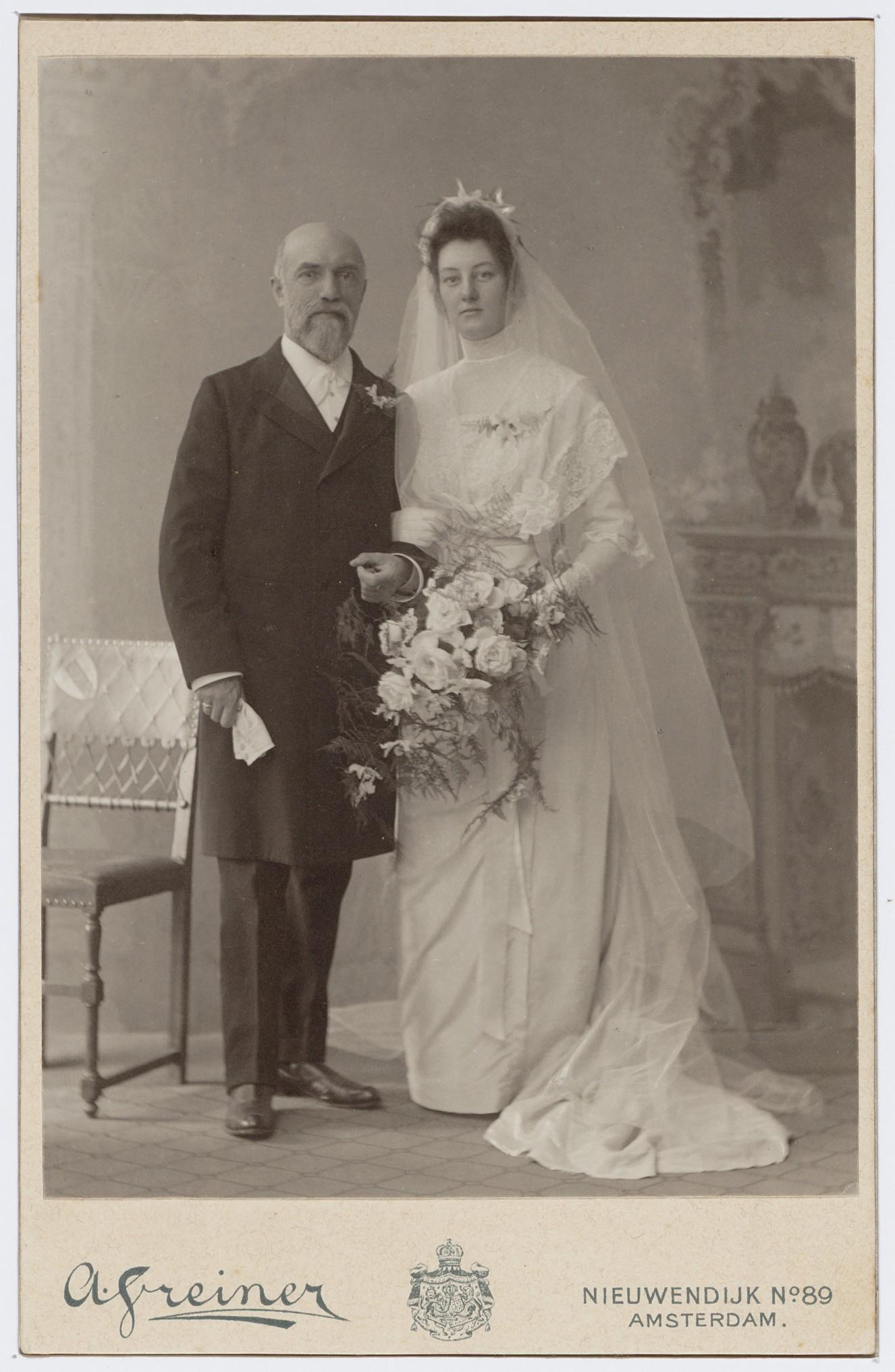
Studiový portrét
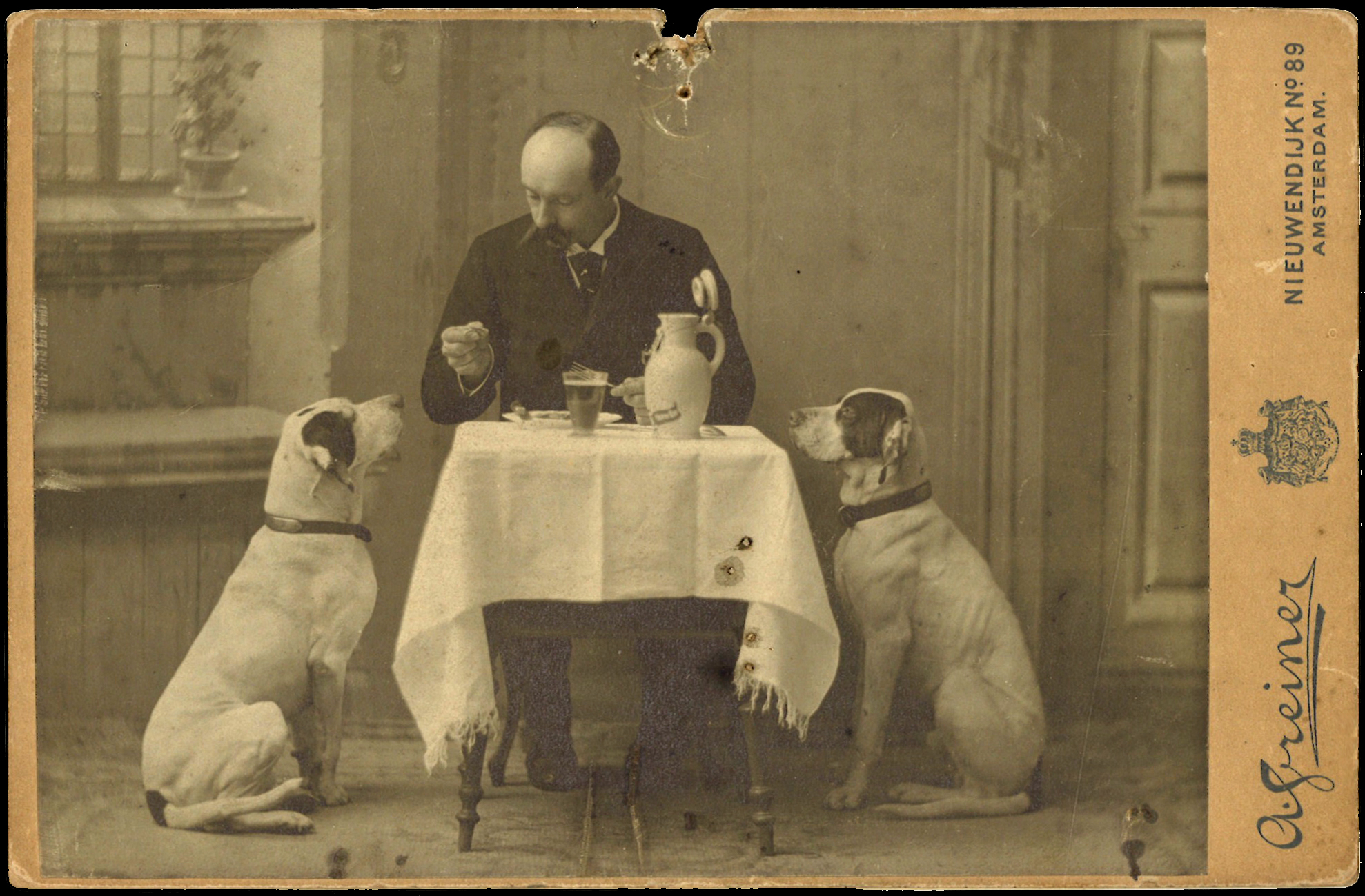
Karel Joan Muller
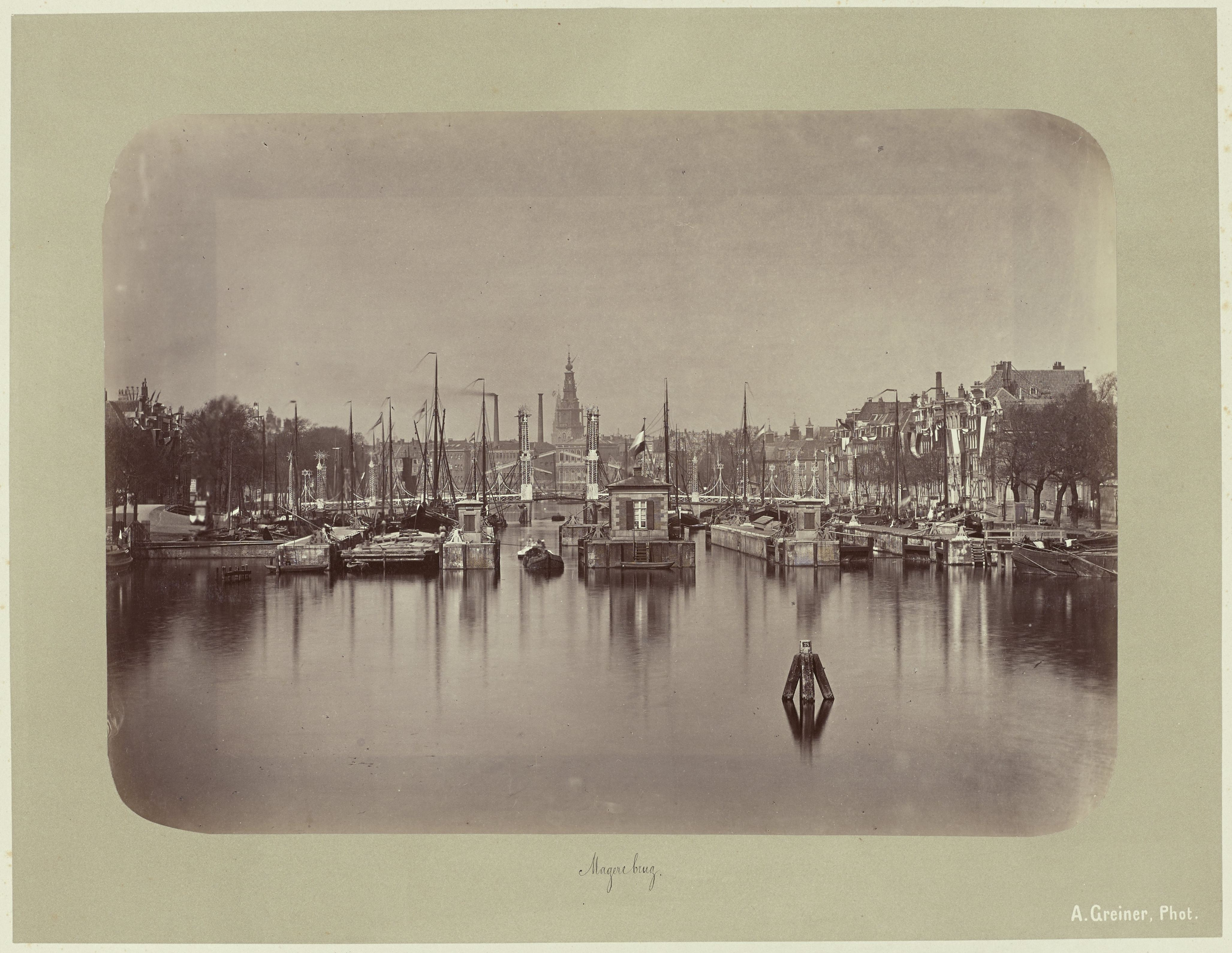
Most Magere Brug přes řeku Amstel, dekorace u příležitosti návštěvy krále Viléma III. a královny Emy v Amsterdamu, 1879
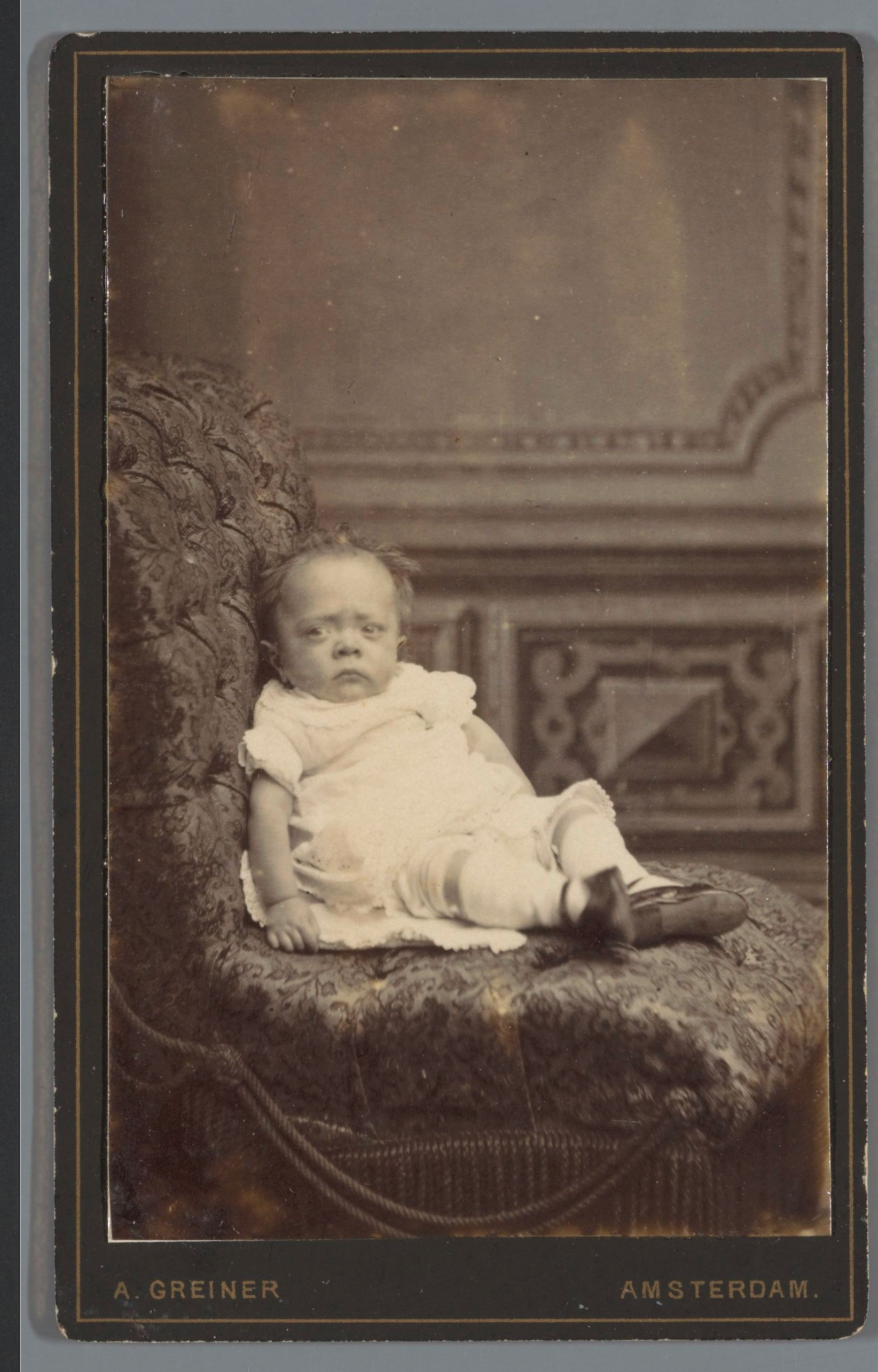
Studiový portrét dítěte
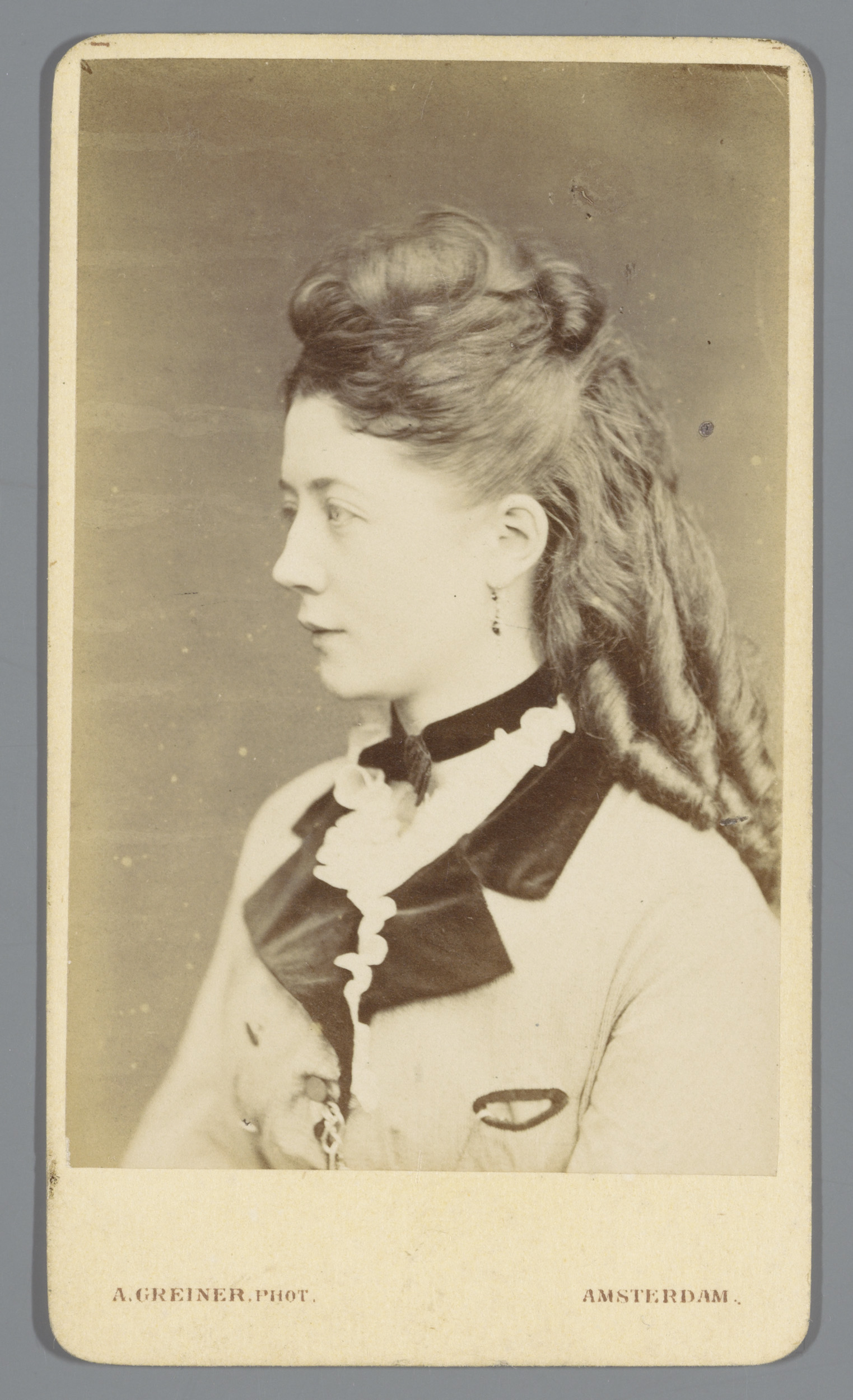
Portrét mladé dívky
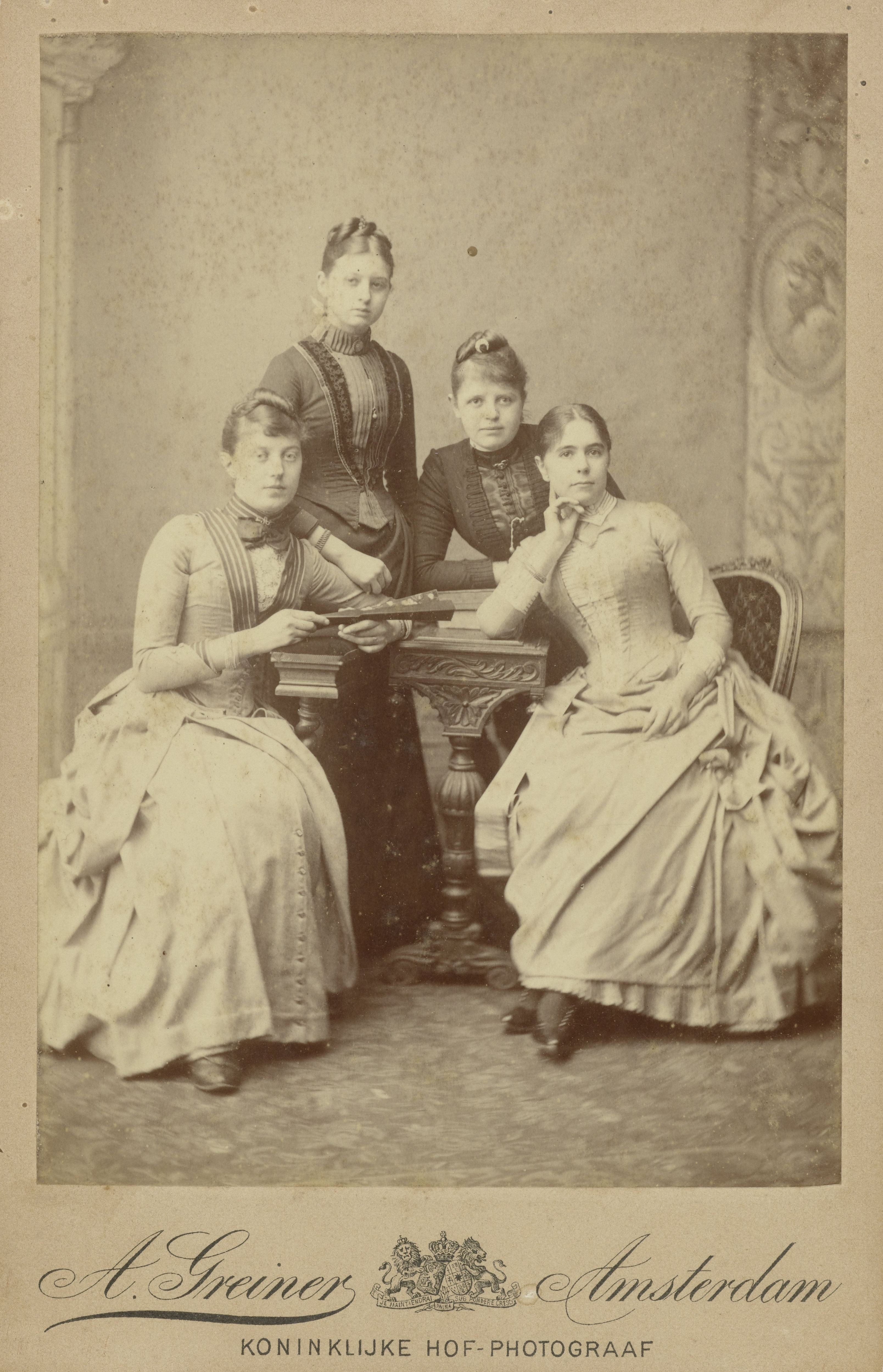
Charlotte Doorman, A. Avis, L. Funke en I. Lindenhout, studiový portrét
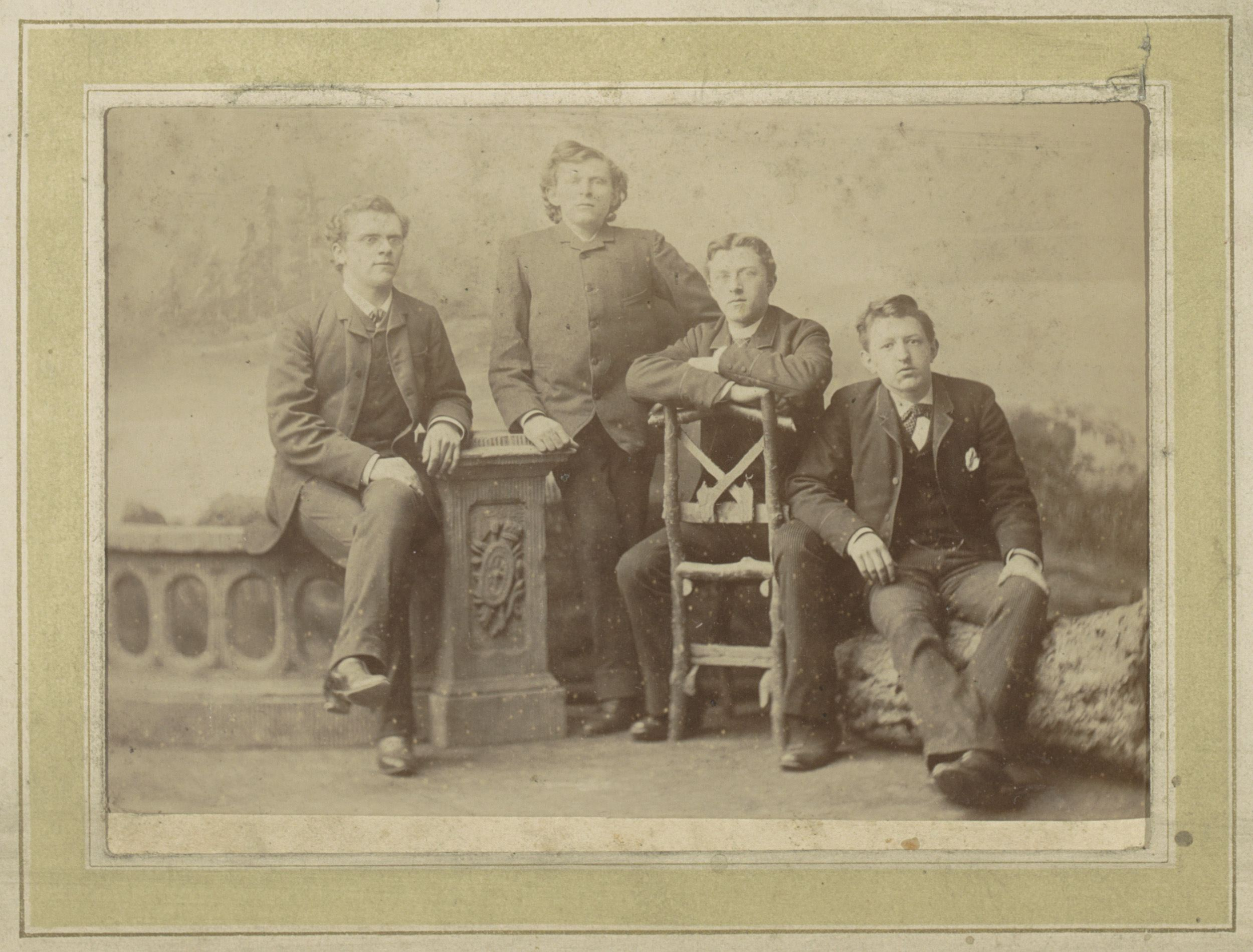
Studiový portrét čtyř mladíků